# Список люгеров Российского императорского флота

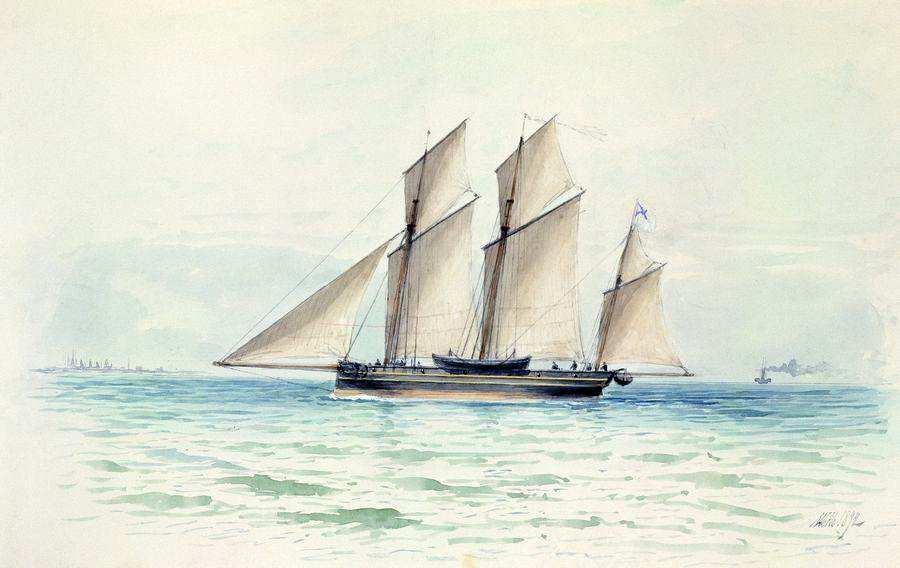
Акварель Л. Ф. Лагорио. «Люгер „Нева“. 1831—1860 годы.»

В список включены все парусные люгеры, небольшие трехмачтовые суда, состоявшие на вооружении Российского императорского флота.
Люгеры имели длинный и узкий корпус с низкими бортами, несли три мачты с короткими стеньгами и косыми рейковыми парусами, топселем и кливером, поднимавшимися на горизонтальном выдвижном бушприте. Для движения в штиль и в шхерах также оснащались вёслами. Вооружение этих судов могло составлять от 8-ми до 16-ти орудий. Несмотря на небольшие размеры, люгеры обладали хорошей мореходностью и могли быть использованы для дальних плаваний. В составе Российского императорского флота суда данного типа состояли в первой половине XIX века и использовались по большей части для посыльной службы. Большая часть люгеров, входивших в состав флота, были либо построены, либо переоборудованы из других типов судов в России, а один из люгеров приобретён в Англии.

## Легенда
Список судов разбит на разделы по флотам и флотилиям, внутри разделов суда представлены в порядке очерёдности включения их в состав флота, в рамках одного года — по алфавиту. Ссылки на источники информации для каждой строки таблиц списка и комментариев, приведённых к соответствующим строкам, сгруппированы и располагаются в столбце Примечания.
Таблица:
- Наименование — имя судна.
- Количество орудий — количество артиллерийских орудий, установленных на судне.
- Размер — длина и ширина судна в метрах.
- Осадка — осадка судна (глубина погружения в воду) в метрах.
- Верфь — верфь постройки судна.
- Корабельный мастер — фамилия мастера, построившего судно.
- Год включения в состав флота — для судов, построенных в России, указывается год их спуска на воду, для трофейных судов — год взятия в плен.
- Дата вывода из состава флота — дата завершения службы в составе флота.
- История службы — основные места и события.
- н/д — нет данных.

Сортировка может проводиться по любому из выбранных столбцов таблиц, кроме столбцов История службы и Примечания.

## Люгеры Балтийского флота
В разделе приведены все люгеры, входившие в состав Балтийского флота России.
| Наименование  | Ор.   | Размер                                   | Осадка                                   | Верфь                   | Мастер            | Вх.  | Вых. | История службы | Прим.                   |
| ------------- | ----- | ---------------------------------------- | ---------------------------------------- | ----------------------- | ----------------- | ---- | ---- | --- | ----------------------- |
| Великий Князь | 12    | Сведений о размерах судна не сохранилось | Сведений о размерах судна не сохранилось | Приобретён Англии       | Приобретён Англии | 1789 | 1814 | C 1791 по 1798 и с 1800 по 1807 годы ежегодно выходил в практические плавания в Финский залив. Принимал участие в войне с Францией 1798—1800 годов, выходил в крейсерские плавания к берегам Померании. Зимой 1803—1804 годов подвергся тимберовке в Кронштадте. 14 (26) мая 1804 года от острова Вердер до острова Моон сопровождал бриг «Нептун», на котором находился Александр I. Принимал участие в боевых действиях 1808—1809 годов против английского и шведского флотов в Балтийском море. Разобран в Кронштадте. | [ 2 ] [ 3 ] [ 4 ]       |
| Ганимед       | 14    | 21,3 x 6,1                               | 3,1                                      | Главное адмиралтейство  | А. И. Мелихов     | 1808 | 1819 | Принимал участие в русско-шведской войне 1808—1809 годов. В мае 1809 года выходил в крейсерское плавание в к острову Гогланд, после чего до конца кампании находился в Кронштадте. В 1810, 1811, 1815 и 1816 годах выходил в практические плавания в Финский залив. В конце октября 1810 года попал в шторм и сел на мель, с которой был снят бригом «Меркурий». Принимал участие в Отечественной войне 1812 года и войне с Францией 1813—1814 годов, в 1812 году совершал плавания между Кронштадтом, Ревелем и Свеаборгом, а 1813 году участвовал в блокаде Данцига. С 1814 по 1816 год ежегодно выходил в практические плавания в Финский залив. Разобран в Кронштадте.                                                   | [ 2 ] [ 3 ] [ 5 ]       |
| Ящерица       | 14    | 21,3 x 6,1                               | 3,1                                      | Главное адмиралтейство  | А. И. Мелихов     | 1808 | 1819 | Принимал участие в русско-шведской войне 1808—1809 годов. В июне 1809 года конвоировал транспортные суда из Кронштадта в Або, после чего до конца кампании находился в Кронштадте. В 1810 и 1811 годах выходил в практические плавания в Финский залив. Принимал участие в Отечественной войне 1812 года и войне с Францией 1813—1814 годов, использовался для перевозки войск. С 1814 по 1816 год ежегодно выходил в практические плавания в Финский залив. Разобран в Кронштадте. | [ 2 ] [ 3 ] [ 5 ]       |
| Стрела        | 16    | 24,9 x 6,7                               | 2,5                                      | Охтенская верфь         | В. Ф. Стокке      | 1811 | 1824 | Принимал участие в Отечественной войне 1812 года и войне с Францией 1813—1814 годов. В 1812 году находился на Кронштадтском рейде в готовности, а в октябре того же года из Кронштадта в Свеаборг на люгере были перевезены ученики и преподавательский состав Штурманского училища. В 1813 и 1814 годах выходил в крейсерские, а с 1815 по 1818 год в практические плавания в Финский залив. С 1819 по 1823 год нёс брандвахтенную службу в Свеаборге, где и был разобран. | [ 2 ] [ 3 ] [ 6 ] [ 7 ] |
| Цербер        | 14    | 21,4 x 6,4                               | 3,2                                      | Охтенская верфь         | В. Ф. Стокке      | 1814 | 1828 | С 1814 по 1820 год ежегодно выходил в практические плавания в Финский и Рижский заливы. Во время наводнения 1824 года находился в Военной гавани. Разобран в Санкт-Петербурге. | [ 2 ] [ 3 ] [ 8 ] [ 9 ] |
| Петергоф      | 10/12 | 20,1 х 6,1                               | 2,3                                      | Охтенская верфь         | В. Ф. Стокке      | 1829 | 1861 | В 1830—1835, 1837—1839 и 1842—1851 годах выходил в практические плавания в Балтийское море и Финский залив. 30 августа (11 сентября) 1834 года принимал участие в церемонии открытия памятника Александру I. В 1836 году на Охтенской верфи подвергся тимберовке. В 1840 и 1841 годах совершал плавания в Ботническом заливе, в Свинемюнде и в Киль. В 1852 году выходил в крейсерство к берегам Дании и Швеции, а 1853 году — в практическое плавание в Финский залив. В 1854 и 1855 годах находился к Кронштадте. В 1856 году совершал плавания между Кронштадтом и Санкт-Петербургом, а также принимал участие в Высочайшем смотре судов Балтийского флота. В 1861 году продан на слом и исключён из списков судов флота. | [ 3 ] [ 10 ] [ 11 ]     |
| Ораниенбаум   | 10/12 | 19,8 х 6,7                               | 3,6                                      | Охтенская верфь         | В. Ф. Стокке      | 1829 | 1848 | В 1830—1833, 1835, 1836, 1838, 1839, 1842—1844, 1846 и 1847 годах выходил в практические плавания в Балтийское море и Финский залив, в том числе в 1843 и 1844 годах на нём проходили морскую практику великие князья Николай, Михаил и Константин. В 1834 году совершал плавания между портами Балтийского моря с целью ознакомления начальника Главного Морского штаба князя А. С. Меншикова с театром, а также принимал участие в маневрах флота и церемонии открытия памятника Александру I. В 1837 году на Охтенской верфи подвергся тимберовке. В 1840 и 1841 годах совершил плавания в Свинемюнде и Киль. | [ 3 ] [ 12 ] [ 13 ]     |
| Нарова        | 4/8   | 18,5 х 6,6                               | 2,4                                      | Верфь «Новая Голландия» | К. А. Глазырин    | 1830 | 1845 | В 1832 году в качестве требаки выходила в практическое плавание в Финский залив с кадетами Морского корпуса на борту. В 1833 году требака была переоборудована в люгер. Использовался для практических плаваний по Невской губе, гидрографических работ в Финском заливе и в качестве плавучего маяка на Елагинском фарватере Санкт-Петербурга, а 30 августа (11 сентября) 1834 года принимал участие в церемонии открытия памятника Александру I. Разобран в 1845 году. | [ 3 ] [ 14 ] [ 15 ]     |
| Стрельна      | 12    | 24,4 х 6,3                               | 2,8                                      | Охтенская верфь         | В. Ф. Стокке      | 1831 | 1858 | В 1832—1839, 1842, 1848, 1849, 1852 и 1853 годах ежегодно выходил в практические плавания в Балтийское море и Финский залив. 3 (15) июля 1836 года принимал участие в торжественной встрече ботика Петра I Балтийским флотом. В 1840, 1841, 1843—1846, 1850, 1851 и 1856 годах нёс брандвахтенную службу в Ревеле. В 1848 году подвергся тимберовке. Принимал участие в Крымской войне, в 1854 и 1855 году занимал пост в Ревельской гавани для её защиты. В 1857 и 1858 нёс брандвахтенную службу в Риге. | [ 3 ] [ 13 ] [ 16 ]     |
| Ораниенбаум   | 12    | 19,8 х 6,4                               | 3,5                                      | Охтенская верфь         | И. А. Амосов      | 1849 | 1861 | С 1851 по 1853 год ежегодно выходил в практические плавания в Балтийское море и Финский залив. В 1854 и 1855 годах находился в Кронштадте. 23 июля (4 августа) 1856 года принимал участие в Высочайшем смотре Балтийского флота. С 1857 года находился в Санкт-Петербурге, а 1861 году был продан на слом и исключен из списков судов флота. | [ 3 ] [ 6 ] [ 13 ]      |

## Люгеры Черноморского флота
В разделе приведены все люгеры, входившие в состав Черноморского флота России.
| Наименование | Ор.   | Размер     | Осадка | Верфь                          | Мастер          | Вх.  | Вых. | История службы | Прим.                             |
| ------------ | ----- | ---------- | ------ | ------------------------------ | --------------- | ---- | ---- | --- | --------------------------------- |
| Стрела       | 4/15  | 18,4 x 5,1 | 1,9    | Севастопольское адмиралтейство | И. Я. Осминин   | 1822 | 1836 | С 1823 по 1826 ежегодно выходил в практические плавания в Чёрное море и конвоировал суда из Николаева до устья Дуная. В 1827 году выходил в крейсерское плавание к берегам Кавказа. Принимал участие в русско-турецкой войне 1828—1829 годов, использовался в качестве крейсерского судна и для перевозки пленных, принимал участие в штурме Анапы. 5 (17) октября 1828 года был выброшен на отмель во время шторма. Экипаж удалось спасти, а люгер позже был снят с отмели и отремонтирован. С 1831 по 1834 год нёс брандвахтенную службу в Евпатории, а с 1835 по 1836 год — в Керченском проливе. | [ 8 ] [ 17 ] [ 18 ] [ 19 ]        |
| Глубокий     | 10/12 | 19,8 x 5,9 | 2,8    | Херсонская верфь               | А. К. Каверзнев | 1827 | 1843 | Принимал участие в русско-турецкой войне 1828—1829 годов, использовался в качестве крейсерского судна, для обстрела укреплений противника, высадки десантов, перевозки корреспонденции и военных трофеев, в крейсерстве у Мидии захватил турецкое судно. В 1830, 1831, 1832, 1835 и 1836 годах выходил в практические плавания в Чёрное море. С 1833 года находился в распоряжении чрезвычайного российского посланника в Константинополе. 28 июня (10 июля) 1834 задержал турецкое судно у мыса Мамай. С 1837 по 1840 год принимал участие в действиях флота у берегов Кавказа. В 1841 году нёс брандвахтенную службу в Бердянске, а в 1842 году — в Керчи. | [ 17 ] [ 18 ] [ 20 ]              |
| Широкий      | 10/12 | 19,8 x 6,6 | 2,6    | Херсонская верфь               | А. К. Каверзнев | 1827 | 1839 | Принимал участие в русско-турецкой войне 1828—1829 годов, использовался в качестве крейсерского судна, для обстрела войск противника, съёмки берегов, разведки, перевозки корреспонденции, пассажиров и военнопленных. В 1830 году принимал участие в действиях флота у берегов Кавказа. Весной 1831 года отправлен в Константинополь в качестве посыльного судна. Принимал участие в действиях флота во время гражданской войны в Греции 1831—1832 годов, в том числе в бою против захваченного мятежниками 60-пушечного корвета «Специя», из которого вышел победителем. В январе 1833 года находился в распоряжении в распоряжение русского посланника в Константинополе, после чего ушёл в Севастополь с корреспонденцией. С 1834 по 1838 год вновь принимал участие в действиях флота у Кавказского побережья. В конце 1837 году люгер сел на мель, за что его командир был отдан под суд. | [ 10 ] [ 17 ] [ 18 ]              |
| Геленджик    | 12    | 23,5 х 5,2 | н/д    | Николаевское адмиралтейство    | И. Я. Осминин   | 1831 | 1839 | C 1832 по 1834 и с 1836 по 1839 годы ежегодно принимал участие в действиях флота у берегов Кавказа. В 1835 году нёс брандвахтенную службу в Феодосии. 22 ноября (4 декабря) 1839 года был застигнут штормом на Новороссийском рейде, у люгера открылась сильная течь в корпусе, он был выброшен на берег и разбился. Экипажу удалось спастись. | [ 6 ] [ 17 ] [ 18 ] [ 21 ] [ 22 ] |
| Поти         | 12    | 23,5 х 5,2 | н/д    | Николаевское адмиралтейство    | И. Я. Осминин   | 1831 | 1847 | В 1833 и 1835 годах в принимал участие в действиях флота у берегов Кавказа. В 1834 году нёс брандвахтенную службу в Керчи, а с 1836 по 1840 год — в Феодосии. В 1841 году был переквалифицирован в ластовое судно, а в 1847 году — разобран. | [ 6 ] [ 17 ] [ 18 ]               |

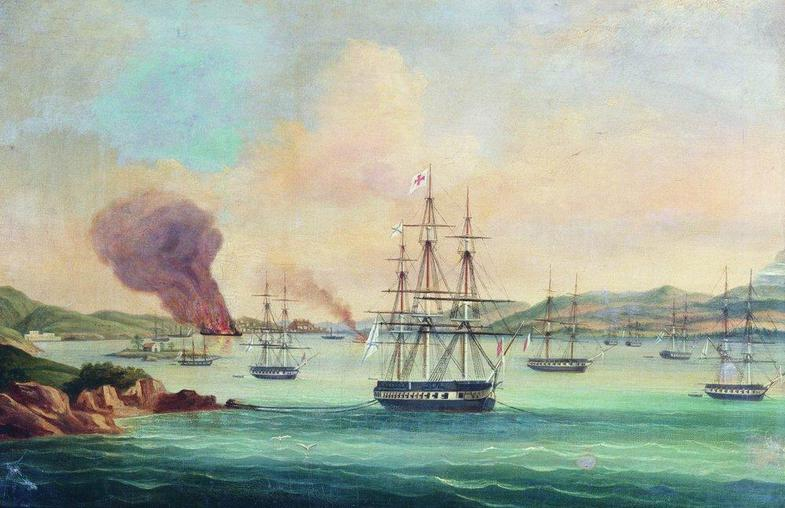
А. П. Боголюбов «Бой 12-пушечного люгера „Широкий“ с греческим 60-пушечным корветом „Специя“ в Монастырской бухте 27 июля 1832 года», 1841 год

## Люгеры Каспийской флотилии
В разделе приведены все люгеры, входившие в состав Каспийской флотилии России.
| Наименование  | Ор. | Размер     | Осадка | Верфь                    | Мастер       | Вх.  | Вых. | История службы | Прим.                      |
| ------------- | --- | ---------- | ------ | ------------------------ | ------------ | ---- | ---- | --- | -------------------------- |
| Щёголь        | 8   | 18,3 x 5,5 | 2,8    | Казанское адмиралтейство | Е. И. Кошкин | 1807 | 1818 | Принимал участие в русско-персидской войне 1804—1813 годов. Ежегодно с 1808 по 1813 год выходил в крейсерские плавания к берегам Восточного Закавказья и оказывал поддержку сухопутным войскам. В декабре 1812 года совместно с бригом «Змея» принимал участие в сражении с персидскими войсками, а в январе следующего года в штурме Ленкорани. Разобран в Астрахани.            | [ 1 ] [ 23 ] [ 24 ] [ 25 ] |
| Горностай 1-й | 8   | 18,3 x 5,5 | 2,8    | Казанское адмиралтейство | Е. И. Кошкин | 1807 | 1822 | Принимал участие в русско-персидской войне 1804—1813 годов. Ежегодно с 1808 по 1813 год выходил в крейсерские плавания к берегам Восточного Закавказья и оказывал поддержку сухопутным войскам. C 1814 по 1820 год выходил в плавания в Каспийское море. Разобран в Астрахани. | [ 1 ] [ 23 ] [ 25 ] [ 26 ] |
| Белка         | 8   | 18,3 x 5,5 | 2,8    | Казанское адмиралтейство | Е. И. Кошкин | 1808 | 1817 | Принимал участие в русско-персидской войне 1804—1813 годов. Ежегодно с 1808 по 1813 год выходил в крейсерские плавания к берегам Восточного Закавказья и оказывал поддержку сухопутным войскам. В декабре 1812 года принимал участие бомбардировке, а в январе следующего года в штурме Ленкорани. C 1814 по 1816 год выходил в плавания в Каспийское море. Разобран в Астрахани. | [ 1 ] [ 23 ] [ 25 ] [ 26 ] |
| Горностай 2-й | 8   | 18,3 x 5,5 | 2,8    | Казанское адмиралтейство | Е. И. Кошкин | 1808 | 1819 | Принимал участие в русско-персидской войне 1804—1813 годов. Ежегодно с 1808 по 1813 год выходил в крейсерские плавания к берегам Восточного Закавказья и оказывал поддержку сухопутным войскам, после войны использовался для плаваний в Каспийском море. Разобран в Астрахани.                                                                                                   | [ 1 ] [ 23 ] [ 25 ] [ 26 ] |

### Комментарии
1. ↑  Изображённый на акварели Л. Ф. Лагорио люгер «Нева» (№ 3) принадлежал цесаревичу Александру Николаевичу. В списках судов флота в качестве люгера не числился. Рисунок выполнен для подарочного альбома офицеров Гвардейского экипажа шефу экипажа императрице Марии Фёдоровне.
2. 1 2  Люгеры «Ганимед» и «Ящерица» строились по одному проекту, тип «Ганимед».
3. ↑  Был заложен как шхуна, однако затем был переоборудован в люгер.
4. 1 2  Указана длина между перпендикулярами, а ширина без обшивки.
5. 1 2 3  Указана длина между перпендикулярами.
6. ↑  Историческое название реки Нарвы.
7. ↑  В 1830 году был построен в качестве требаки, а в 1833 году был переоборудован в люгер.
8. ↑  Передан в Карантинное ведомство.
9. ↑  Два 3-фунтовых единорога и десять 8-фунтовых карронад.
10. ↑  Разобран.
11. ↑  В некоторых источниках «Скеция».
12. 1 2  Люгеры «Геленджик» и «Поти» строились по одному проекту, тип «Геленджик».
13. 1 2 3 4  Люгеры «Щёголь», «Белка», «Горностай 1-й» и «Горностай 2-й» строились по одному проекту, тип «Щёголь».